# Unserer Lieben Frau (Anhofen)

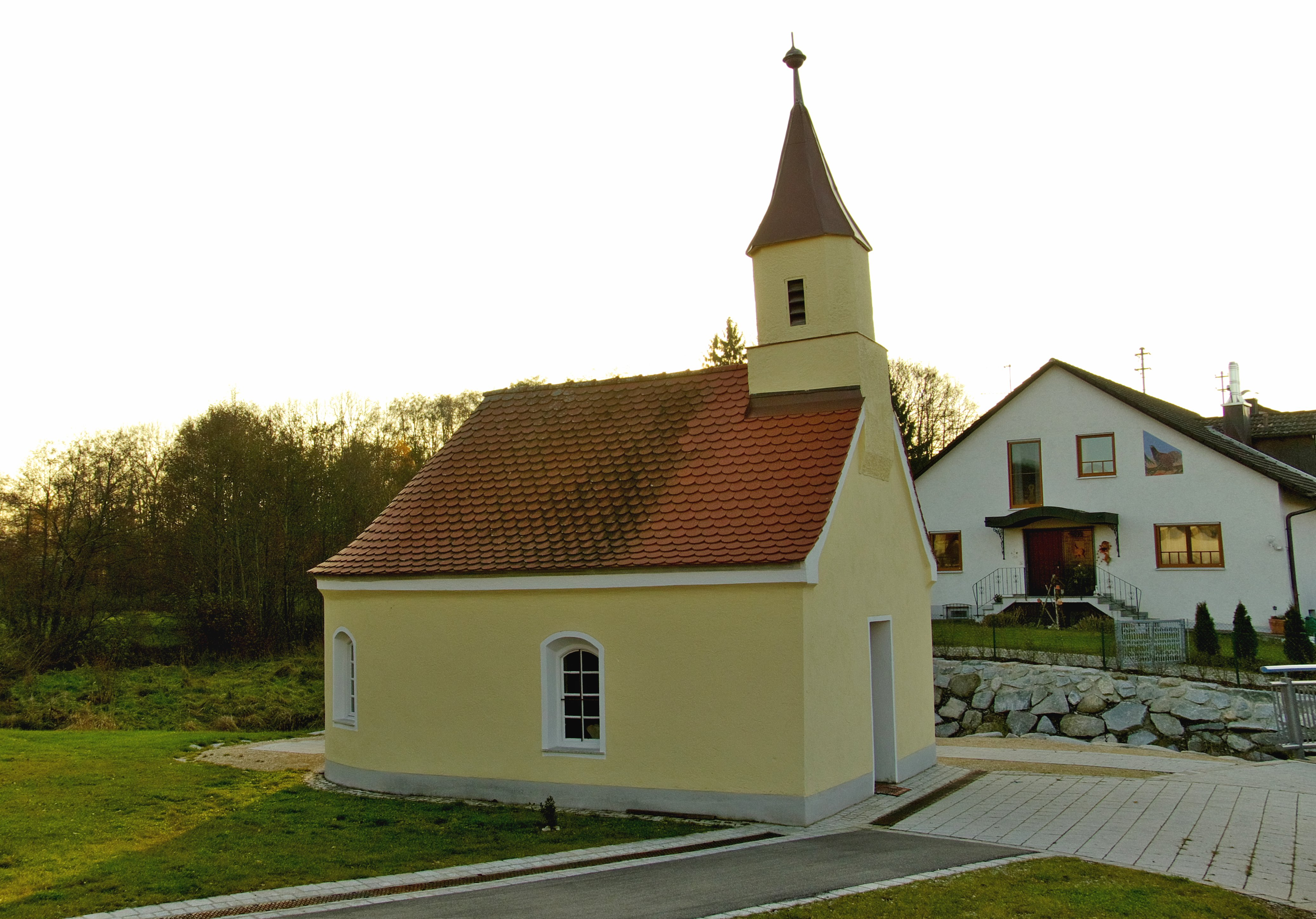
Außenansicht der Kapelle

Unserer Lieben Frau ist eine Kapelle im oberschwäbischen Anhofen, einem Ortsteil von Markt Wald. Sie ist in die Denkmalliste eingetragen.

## Baugeschichte
Die Kapelle dürfte um 1700 erbaut worden sein. Hierauf deuten die Fensterformen des Chorschlusses hin. Eine Erweiterung sowie das Aufsetzen des Dachreiters wurden 1824 ausgeführt. Es könnte sich jedoch auch, da baulich keinerlei Erweiterung nachgewiesen werden konnte, um einen kompletten Neubau im Jahre 1824 gehandelt haben.

## Beschreibung
Die Kirche befindet sich westlich unterhalb des Ortes an der Straße nach Markt Wald. Sie ist nach Süden ausgerichtet. Der flachgedeckte, halbrund geschlossene Raum besitzt beiderseits der Apsis kleine, oben und unten eingezogene rundbogige Fenster. In den Längswänden ist je ein Stichbogenfenster eingelassen, in der Nordwand befindet sich zwischen kleinen, quadratischen Gucklöchern eine Stichbogentür. Außen befindet sich ein derbes, abgeschrägtes Traufgesims. Am Nordgiebel befindet sich ein schlichter Dachreiter mit quadratischem Sockelgeschoss sowie ein Obergeschoss mit abgeschrägten Ecken. Er ist ansonsten fenster- und gesimslos und besitzt einen blechgedeckten Spitzhelm.
Die Mensa des hölzernen, marmorierten Altars stammt aus der zweiten Hälfte des 19. Jahrhunderts. Der kleine Aufsatz aus dem Ende des 17. Jahrhunderts ist zweisäulig und besitzt eine verkröpfte Predella und eine Gebälkzone mit Ohrmuscheldekor. In der Mitte befindet sich eine gefasste Pietá aus der Mitte des 18. Jahrhunderts. Auf der Mensa stehen Statuetten der Muttergottes und des Johannes Evangelista aus der ersten Hälfte des 18. Jahrhunderts. Beiderseits des Aufsatzes befinden sich an der Wand Putten mit Schildern aus dem 18. Jahrhundert.